# Crossodactylodes bokermanni
Crossodactylodes bokermanni är en groddjursart som beskrevs av Peixoto 1983. Crossodactylodes bokermanni ingår i släktet Crossodactylodes och familjen Cycloramphidae. IUCN kategoriserar arten globalt som nära hotad. Inga underarter finns listade i Catalogue of Life.